# Рафинеск, Константин Самюэль
Константин Самюэ́ль (Сэ́мюел) Рафине́ск-Шмальц (англ. Constantine Samuel Rafinesque-Schmaltz; 22 октября 1783, Галата, возле Стамбула, Турция — 18 сентября 1840, Филадельфия, США) — американский натуралист, зоолог и ботаник. Работал во многих других областях науки, в том числе в малакологии, метеорологии, антропологии, геологии, лингвистике. Многие современники считали эксцентричного Рафинеска гением, иные — сумасшедшим. По мнению сегодняшних исследователей, он был далеко впереди многих в разных областях науки.
Наиболее известен как путешественник-ботаник, посетивший многие местности Северной Америки.

## Жизненный путь
Родился в семье французского купца, мать его была немкой. После смерти отца в США, где он вёл дела, в 1793 году вдова с детьми долгое время жила в Марселе, а затем на Сицилии. Рафинеск получил приличное домашнее образование, главной его страстью была ботаника. К 14-летнему возрасту он преуспел в изучении классических языков. Переселившись в 1802 году из Сицилии в Северную Америку, поступил на службу в торговый дом братьев Клиффорд в Филадельфии. В 1805 он вновь появился на Сицилии, где открыл собственное успешное дело. Бывая часто на рынке в Палермо, он купил довольно большое количество редких раковин моллюсков (некоторые из них описаны Рафинеском впервые). В 1808 году избран членом Американской академии искусств и наук.
Корабль, на котором он возвращался в 1815 году в США, потерпел крушение у берегов Коннектикута: все его рукописи, коллекции (60 000 раковин) и 50 ящиков книг погибли. После смерти сына — названного Карлом Линнеем — его бросила жена, с которой они состояли в фактическом браке. Он осел в Нью-Йорке, где основал Лицей естественной истории. В 1819 году был избран профессором ботаники в частном Трансильванском университете (Лексингтон (Кентукки)). Также зарабатывал себе на жизнь уроками европейских языков. В 1820 году стал членом Американского общества антикваров. В 1826 году из-за ссоры с руководством, он уволился из университета. Далее он зарабатывал на жизнь публичными лекциями и пытался издавать в Филадельфии свои журналы, но не преуспел. Заинтересовавшись письменностью индейцев майя, в 1832 году установил, что опубликованный Гумбольдтом «Дрезденский кодекс» принадлежит культуре майя, а не ацтеков, как считалось ранее. Изучая репродукции Дрезденского кодекса и надписи из Паленке, раскрыл систему числовой записи древних майя, и связался с Шампольоном, полагая, что его метод поможет расшифровке иероглифов.
В 1840 году Рафинеск скончался в Филадельфии от рака печени и желудка. Предположительно, его кончину ускорило самолечение папоротником рода адиантум. В 1924 году его останки (или то, что было за них принято) перевезли в Лексингтон и захоронили в университете. На его надгробии начертали: «В честь того, кому так сильно запоздали почести» (англ. Honor to whom honor is overdue).

## Вклад в науку
Рафинеск разработал собственную систему классификации живых организмов.
Совершив множество научных экспедиций по Северной Америке, Рафинеск открыл и описал (по его собственным словам) не менее 250 видов растений и животных.
Был профессором естественной истории в Лексингстонском университете (Кентукки) и в Институте Франклина в Филадельфии.
В 1832—1833 Рафинеск выдвинул предположение, что комбинации точек и линий в письменности майя представляют собой цифры, и настоял на необходимости изучения современных майянских языков для понимания древней письменности. Его работы положили начало современному исследованию письменности майя.
В 1836 году Рафинеск опубликовал книгу «Американские нации», в которой расшифровал хроники делаваров: текст, называемый «Уалам-олум», достоверность которого современные учёные подвергают сомнению.
Род растений Рафинеския (Rafinesquia Nutt.) из семейства Астровые (Asteraceae) назван в его честь.

## Главные работы

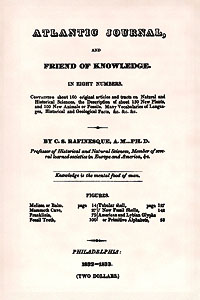
Титуальный лист Атлантического журнала Рафинеска

- Caratteri di Alcuni Nuovi Generi e Nuove Specie di Animali e Piante della Sicilia, Palermo 1810
- Specchio delle Scienze (итал.), Палермо 1814
- Précis des Découvertes et Travaux Somiologiques, Палермо 1814
- Principes Fondamentaux de Somiologie, Палермо 1814
- Analyse de la Nature ou tableau de l’univers et des corps organisés (фр.), Палермо, 223 pp., 1815
- Florula Ludoviciana (лат.), Нью-Йорк 1817
- Ichthyologia Ohiensis, Лексингтон 1820
- Ancient History, or Annals of Kentucky, Франкфурт 1824
- Neogenyton (фр.), Лексингтон 1825
- Flora of Louisiana, Нью-Йорк, 1827
- Medical Flora, a Manual of the Medical Botany of the United States of North America (англ.) (2 тома с 10 таблицами), Филадельфия 1828, 1830
- Atlantic Journal and Friend of Knowledge (англ.) (восемь выпусков), Филадельфия 1832—1833
- Herbarium Rafinesquianum, Philadelphia 1833
- A Life of Travels and Researches in North America and the South of Europe, From 1802 till 1835 (англ.), Филадельфия 1836
- Flora Telluriana (четыре части), Филадельфия 1836
- The American Nations (два тома), Филадельфия 1836
- New Flora and Botany of North America (англ.) (четыре части), Филадельфия 1836—1838
- Genius and Spirit of the Hebrew Bible, Филадельфия 1838
- Alsographia Americana (лат.), Филадельфия 1838
- Sylva Telluriana (лат.), Филадельфия 1838
- Autikon Botanikon, Филадельфия 1840
- The Good Book (Amenities of Nature), Филадельфия 1840
- The pleasures and duties of wealth, Филадельфия 1840